# Douélé
Douélé  est une localité de l'ouest de la Côte d'Ivoire, et appartenant au département de Man, Région des Dix-Huit Montagnes. La localité de Douélé est un chef-lieu de commune.